# 福格尔斯山区劳特塔尔
福格尔斯山区劳特塔尔（德語：Lautertal (Vogelsberg)），简称劳特塔尔（德語：Lautertal，發音：[ˈlaʊtɐˌtaːl]，意为“劳特河谷”），是德国黑森州吉森行政区福格尔斯山县的市镇，面积53.6平方千米，2023年12月31日人口为2,322人。劳特塔尔因壮观的岩海景观而闻名。